# Rui Pedro Bragança
Rui Pedro Bragança (Guimarães, 26 dicembre 1991) è un taekwondoka portoghese.

## Palmarès
- Mondiali

Gyeongju 2011: argento nei 58 kg.
Manchester 2019: bronzo nei 58 kg.
- Europei

Baku 2014: oro nei 58 kg.
Montreux 2016: oro nei 58 kg.
Sofia 2021: bronzo nei 58 kg.
- Giochi europei

Baku 2015: oro nei 58 kg.
- Giochi del Mediterraneo

Tarragona 2018: argento nei 58 kg.
- Universiadi

Gwangju 2015: argento nei 58 kg.
Taipei 2017: argento nei 58 kg.